# Säge (Weitnau)
Säge (mundartlich: d'Seəgə, Seag) ist ein Gemeindeteil der Marktgemeinde Weitnau im bayerisch-schwäbischen Landkreis Oberallgäu.

## Geographie
Die Einöde liegt circa fünf Kilometer nordöstlich des Hauptorts Weitnau. Durch die Ortschaft fließt die Wengener Argen.

## Ortsname
Der der Ortsname deutet auf eine Sägemühle hin.

## Geschichte
Nördlich der heutigen Ortschaft verlief die Römerstraße Kempten–Bregenz. Säge wurde erstmals urkundlich im Jahr 1875 erwähnt. Der Ort gehörte bis 1972 der Gemeinde Wengen an, die durch die bayerische Gebietsreform in der Gemeinde Weitnau aufging.